# Chiesa di San Martino (Borgo d'Anaunia)
La chiesa arcipretale di San Martino Vescovo, o semplicemente chiesa di San Martino, è la parrocchiale di Fondo, in provincia ed arcidiocesi di Trento; fa parte della zona pastorale delle Valli del Noce.

## Storia
La prima citazione di una chiesa a Fondo è da ricercarsi in un documento del 1188 del vescovo di Trento Corrado di Beseno, anche se già in uno scritto del 1184 era stata menzionata la pieve di Fondo.
 Nel testamento di tale Pietro da Malosco si legge che detta chiesa, originariamente, era stata filiale della pieve di Sarnonico.
 Nel 1447 fu eretto il campanile, che fu innalzato intorno al 1483 dai capomastri lombardi Lorenzo e Domenico della Val d'Intelvi.
La chiesa venne riedificata su impulso dell'allora parroco don Giovanni Paolo Galvanitra il 1510 ed il 1519 in stile gotico; questo edificio era circondato dal cimitero. Nel 1579 la chiesa risultava dotata di quattro altari, quello maggiore intitolato a San Martino e quelli laterali intitolati ai Santi Romedio, Antonio e Giacomo. Nel 1528 si deliberò di sopraelevare la torre campanaria.
 Nel 1742 fu installata una campana nel campaniletto a vela che era stato realizzato in facciata.
 Tra il 1774 ed il 1775 venne realizzata su disegno di Carlo Caminada la cupola a cipolla del campanile portando l'altezza totale della torre a 64m.

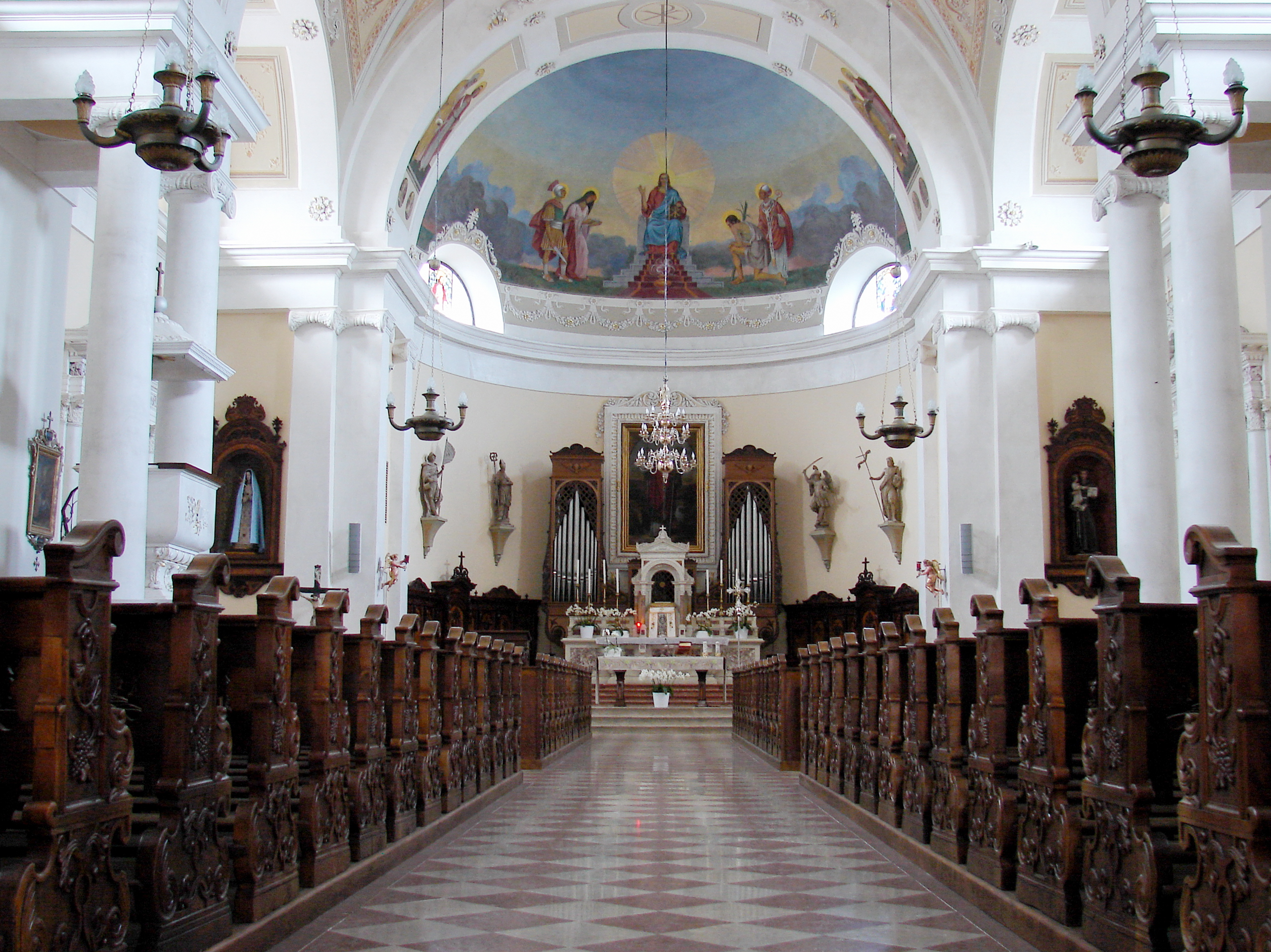
L'interno della chiesa

 Verso la metà dell'Ottocento la chiesa si dimostrò insufficiente a soddisfare le esigenze della popolazione e nel 1853 furono iniziati i lavori di ampliamento dell'edificio, ma, dopo poco tempo, si preferì riedificarla ex novo. Il progetto dell'attuale parrocchiale fu affidato a Giuseppe Pietro dal Bosco e la prima pietra del nuovo edificio venne posta il 26 giugno 1854; i lavori di costruzione, condotti sotto la supervisione di Giuseppe Stolcis, Giacomo e Pietro Segna, terminarono nel 1858 e la chiesa fu aperta a culto l'11 novembre dello stesso anno. La consacrazione venne celebrata dal vescovo Benedetto Riccabona de Reichenfels il 5 agosto 1865.
 Nel 1938 fu decorato l'interno dell'edificio e tra il 1963 ed il 1969 si tinteggiò la facciata e si rifece il tetto.
 La chiesa venne ristrutturata tra il 2007 ed il 2010.

## Descrizione

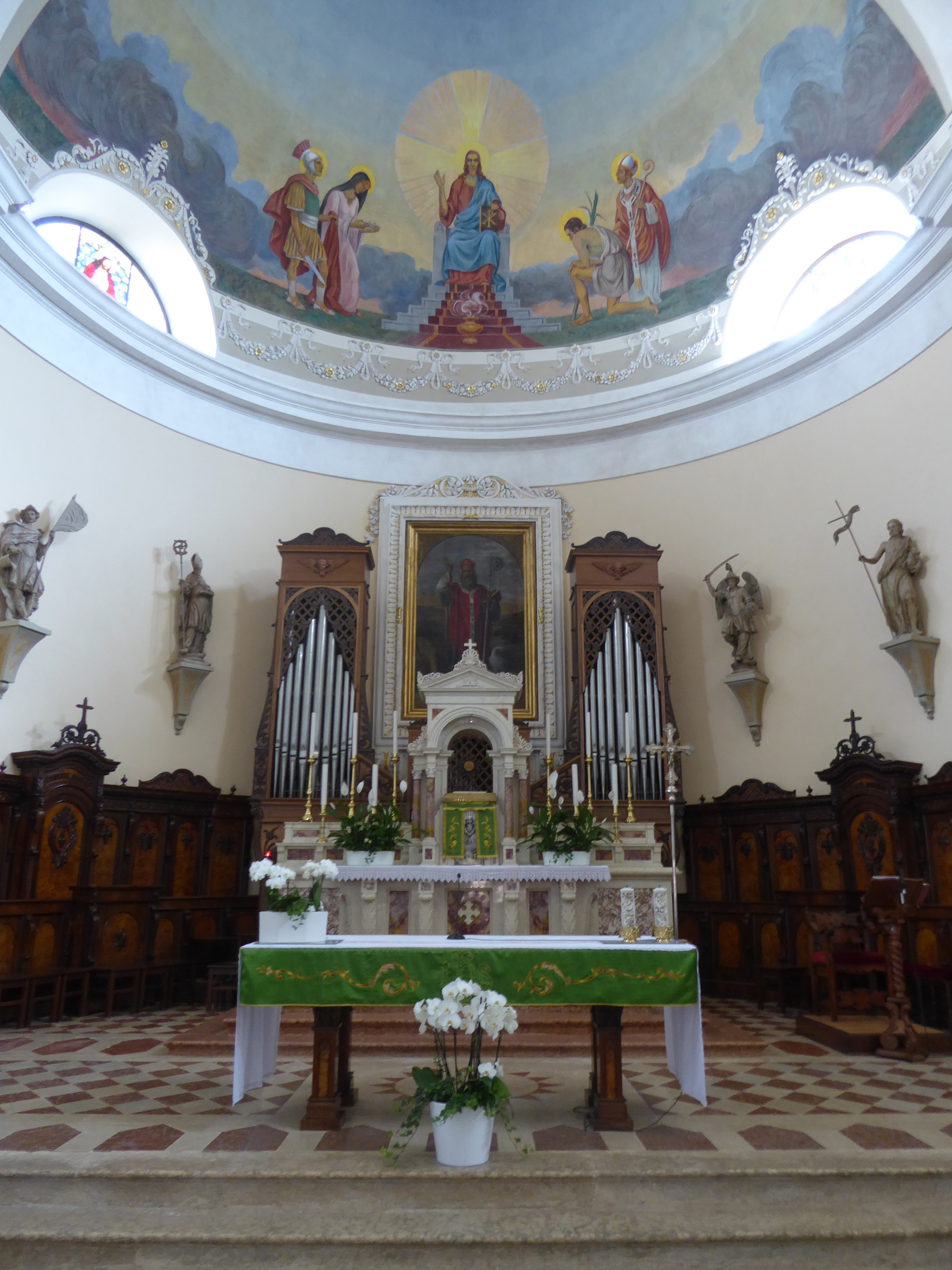
Presbiterio

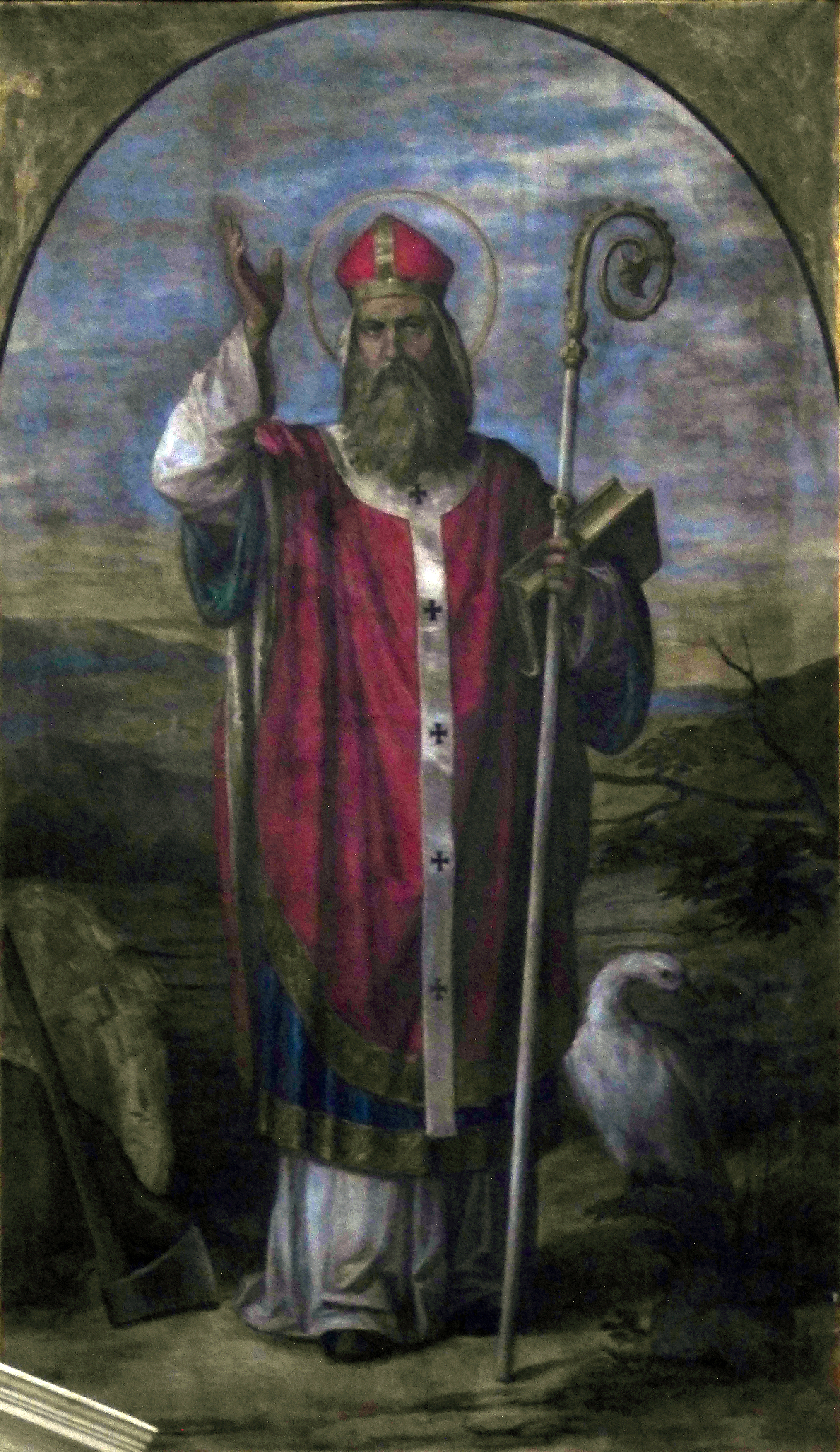
Pala d'altare con san Martino

La facciata della chiesa, che è divisa in due ordini da una cornice marcapiano, si presenta senza finestre, ma è caratterizzata da un portichetto dotato di colonne ioniche a fusto liscio e di timpano.
Opere di pregio conservate all'interno della chiesa, che è a un'unica navata divisa in tre campate, sono le pale tra le quali quella raffigurante San Giovanni Battista, San Giacomo il Maggiore Apostolo e Gesù Crocifisso, la Via Crucis di Mattia Lampi.

Il campanile, a pianta quadrata, presenta, all'altezza della cella, delle monofore con archi a sesto acuto su tutti quattro i lati; un tamburo ottagonale caratterizzato da finestre sorregge la cupola a cipolla.

## Curiosità
Tutte le decorazioni presenti sulle volte, le cornici e bordi delle volte che possiamo ammirare ad oggi, fino a prima del restauro avvenuto nel 2007 erano sconosciute poiché nascoste da un'unica pittura uniforme e color verde scuro. Anche gli stucchi e i vari rosoni prima del restauro apparivano scuri con quei dettagli marroni che incupivano tutta la chiesa.
Durante i restauri i pittori si sono accorti che sotto i vari strati di pittura si trovavano delle decorazioni sconosciute e si è deciso di ripristinarle tutte e anche tutti i vari dettagli ricoperti da un materiale marrone che all'epoca era color oro. Ciò aumentò di un anno e mezzo la durata dei lavori di restauro e anche i costi furono ingenti ma è grazie a tutto questo lavoro che ad oggi si può ammirare una chiesa dai colori chiari e luminosi, dalle volte riccamente decorate e con stucchi con dettagli coperti in foglia d'oro.
Gli stucchi che si trovano nella parte più alta delle volte, dove quattro lati si incontrano, non sono originali della chiesa ma sono stati fatti successivamente quando, durante un precedente restauro, si era deciso per problemi di fondi, di ricoprire in tinta unita tutto il soffitto cancellando le decorazioni a pittura ormai rovinate. Col restauro del 2007 dopo che si è deciso di riportare alla luce le pitture originali, questi stucchi sono diventati un problema in quanto coprivano una parte delle pitture. Gli stucchi alla fine vennero comunque mantenuti ma anche la pittura circostante è stata ripristinata e quindi ad oggi si possono notare le figure dei vari angeli a pittura parzialmente sovrapposte dalle decorazioni in stucco.
Anche tutti gli affreschi sono stati restaurati e portati alla lucentezza originale dato che i fumi dei vecchi lampadari ad olio e le candele avevano scurito e desaturato i colori.
Accanto alla chiesa gotica del 1500 c'era un'altra chiesina dedicata a san Michele ed era la chiesetta del cimitero che ai tempi si trovata, come era normale, attorno alla chiesa principale. Questa chiesa cimiteriale come tale era piuttosto macabra poiché le pareti erano decorate dalle ossa e dai teschi che occasionalmente  venivano ritrovati quando si scavava una nuova fossa all'interno del cimitero. La chiesa veniva anche utilizzata per esporre a cadaveri delle persone morte in sfortunati incidenti fuori casa. Venne restaurata intorno al 1600 per poi essere definitivamente abbattuta a metà Ottocento per fare spazio alla nuova e attuale chiesa.